# Фудбалска репрезентација Чада
Фудбалска репрезентација Чада (фр. Équipe du Tchad de football) национални је фудбалски тим који на међународној фудбалској сцени представља афричку државу Чад. Делује под ингеренцијом Фудбалског савеза Чада који је основан 1962, а у пуноправном чланству у ФИФА и КАФ је од 1964. године.
Репрезентација је позната под надимком Les Sao, националне боје су плава, жута и црвена, а своје домаће утакмице тим игра на стадиону Идрис Оуја у Нџамени, капацитета око 30.000 места. ФИФА кôд земље је CHA. Најбољи пласман на ФИФа ранг листи репрезентација Уганде остварила је у априлу 2016. када је заузимала 97. место, док је најлошији пласман имала током јула 1997. када је заузимала 190. место.
Репрезентација Чада се у досадашњој историји никада није пласирала на неко од светских или континенталних првенстава.

## Резултати на светским првенствима
| ФИФА светско првенство | ФИФА светско првенство | ФИФА светско првенство | ФИФА светско првенство | ФИФА светско првенство | ФИФА светско првенство | ФИФА светско првенство | ФИФА светско првенство | ФИФА светско првенство |                  | Квалификације за светска првенства | Квалификације за светска првенства | Квалификације за светска првенства | Квалификације за светска првенства | Квалификације за светска првенства | Квалификације за светска првенства |
| Година                 | Коло                   | Пласман                | Ут                     | П                      | Н                      | И                      | Гол+                   | Гол-                   | Ут               | П                                  | Н                                  | И                                  | Гол+                               | Гол-                               |                                    |
| ---------------------- | ---------------------- | ---------------------- | ---------------------- | ---------------------- | ---------------------- | ---------------------- | ---------------------- | ---------------------- | ---------------- | ---------------------------------- | ---------------------------------- | ---------------------------------- | ---------------------------------- | ---------------------------------- | ---------------------------------- |
| 1930−1998.             | Нису учествовали       | Нису учествовали       | Нису учествовали       | Нису учествовали       | Нису учествовали       | Нису учествовали       | Нису учествовали       | Нису учествовали       | Нису учествовали | Нису учествовали                   | Нису учествовали                   | Нису учествовали                   | Нису учествовали                   | Нису учествовали                   |                                    |
| 2002.                  | Нису се квалификовали  | Нису се квалификовали  | Нису се квалификовали  | Нису се квалификовали  | Нису се квалификовали  | Нису се квалификовали  | Нису се квалификовали  | Нису се квалификовали  | 2                | 0                                  | 1                                  | 1                                  | 0                                  | 1                                  |                                    |
| 2006.                  | Нису се квалификовали  | Нису се квалификовали  | Нису се квалификовали  | Нису се квалификовали  | Нису се квалификовали  | Нису се квалификовали  | Нису се квалификовали  | Нису се квалификовали  | 2                | 1                                  | 0                                  | 1                                  | 3                                  | 3                                  |                                    |
| 2010.                  | Нису се квалификовали  | Нису се квалификовали  | Нису се квалификовали  | Нису се квалификовали  | Нису се квалификовали  | Нису се квалификовали  | Нису се квалификовали  | Нису се квалификовали  | 6                | 2                                  | 0                                  | 4                                  | 7                                  | 11                                 |                                    |
| 2014.                  | Нису се квалификовали  | Нису се квалификовали  | Нису се квалификовали  | Нису се квалификовали  | Нису се квалификовали  | Нису се квалификовали  | Нису се квалификовали  | Нису се квалификовали  | 2                | 1                                  | 0                                  | 1                                  | 2                                  | 2                                  |                                    |
| 2018.                  | Нису се квалификовали  | Нису се квалификовали  | Нису се квалификовали  | Нису се квалификовали  | Нису се квалификовали  | Нису се квалификовали  | Нису се квалификовали  | Нису се квалификовали  | 4                | 2                                  | 0                                  | 2                                  | 3                                  | 3                                  |                                    |
| 2022.                  | Биће одлучено          | Биће одлучено          | Биће одлучено          | Биће одлучено          | Биће одлучено          | Биће одлучено          | Биће одлучено          | Биће одлучено          | Биће одлучено    | Биће одлучено                      | Биће одлучено                      | Биће одлучено                      | Биће одлучено                      | Биће одлучено                      |                                    |
| 2026.                  | Биће одлучено          | Биће одлучено          | Биће одлучено          | Биће одлучено          | Биће одлучено          | Биће одлучено          | Биће одлучено          | Биће одлучено          | Биће одлучено    | Биће одлучено                      | Биће одлучено                      | Биће одлучено                      | Биће одлучено                      | Биће одлучено                      |                                    |
| Укупно                 |                        | 0/21                   |                        |                        |                        |                        |                        |                        | 16               | 6                                  | 1                                  | 9                                  | 15                                 | 23                                 |                                    |

## Афрички куп нација
| Успеси на Афричком купу нација | Успеси на Афричком купу нација       | Успеси на Афричком купу нација       | Успеси на Афричком купу нација       | Успеси на Афричком купу нација       | Успеси на Афричком купу нација       | Успеси на Афричком купу нација       | Успеси на Афричком купу нација       | Успеси на Афричком купу нација       |
| Година                         | Коло                                 | Пласман                              | Ут                                   | П                                    | Н                                    | И                                    | Гол+                                 | Гол-                                 |
| ------------------------------ | ------------------------------------ | ------------------------------------ | ------------------------------------ | ------------------------------------ | ------------------------------------ | ------------------------------------ | ------------------------------------ | ------------------------------------ |
| 1957−1990.                     | Нису учествовали                     | Нису учествовали                     | Нису учествовали                     | Нису учествовали                     | Нису учествовали                     | Нису учествовали                     | Нису учествовали                     | Нису учествовали                     |
| 1992.                          | Нису се квалификовали                | Нису се квалификовали                | Нису се квалификовали                | Нису се квалификовали                | Нису се квалификовали                | Нису се квалификовали                | Нису се квалификовали                | Нису се квалификовали                |
| 1994.                          | Одустали током квалификација         | Одустали током квалификација         | Одустали током квалификација         | Одустали током квалификација         | Одустали током квалификација         | Одустали током квалификација         | Одустали током квалификација         | Одустали током квалификација         |
| 1996.                          | Нису учествовали                     | Нису учествовали                     | Нису учествовали                     | Нису учествовали                     | Нису учествовали                     | Нису учествовали                     | Нису учествовали                     | Нису учествовали                     |
| 1998.                          | Нису учествовали                     | Нису учествовали                     | Нису учествовали                     | Нису учествовали                     | Нису учествовали                     | Нису учествовали                     | Нису учествовали                     | Нису учествовали                     |
| 2000.                          | Нису се квалификовали                | Нису се квалификовали                | Нису се квалификовали                | Нису се квалификовали                | Нису се квалификовали                | Нису се квалификовали                | Нису се квалификовали                | Нису се квалификовали                |
| 2002.                          | Нису учествовали                     | Нису учествовали                     | Нису учествовали                     | Нису учествовали                     | Нису учествовали                     | Нису учествовали                     | Нису учествовали                     | Нису учествовали                     |
| 2004.                          | Нису се квалификовали                | Нису се квалификовали                | Нису се квалификовали                | Нису се квалификовали                | Нису се квалификовали                | Нису се квалификовали                | Нису се квалификовали                | Нису се квалификовали                |
| 2006.                          | Нису се квалификовали                | Нису се квалификовали                | Нису се квалификовали                | Нису се квалификовали                | Нису се квалификовали                | Нису се квалификовали                | Нису се квалификовали                | Нису се квалификовали                |
| 2008.                          | Нису се квалификовали                | Нису се квалификовали                | Нису се квалификовали                | Нису се квалификовали                | Нису се квалификовали                | Нису се квалификовали                | Нису се квалификовали                | Нису се квалификовали                |
| 2010.                          | Дисквалификовани током квалификација | Дисквалификовани током квалификација | Дисквалификовани током квалификација | Дисквалификовани током квалификација | Дисквалификовани током квалификација | Дисквалификовани током квалификација | Дисквалификовани током квалификација | Дисквалификовани током квалификација |
| 2012.                          | Нису се квалификовали                | Нису се квалификовали                | Нису се квалификовали                | Нису се квалификовали                | Нису се квалификовали                | Нису се квалификовали                | Нису се квалификовали                | Нису се квалификовали                |
| 2013.                          | Нису се квалификовали                | Нису се квалификовали                | Нису се квалификовали                | Нису се квалификовали                | Нису се квалификовали                | Нису се квалификовали                | Нису се квалификовали                | Нису се квалификовали                |
| 2015.                          | Нису се квалификовали                | Нису се квалификовали                | Нису се квалификовали                | Нису се квалификовали                | Нису се квалификовали                | Нису се квалификовали                | Нису се квалификовали                | Нису се квалификовали                |
| 2017.                          | Одустали током квалификација         | Одустали током квалификација         | Одустали током квалификација         | Одустали током квалификација         | Одустали током квалификација         | Одустали током квалификација         | Одустали током квалификација         | Одустали током квалификација         |
| 2019.                          | Суспендовани од стране КАФ           | Суспендовани од стране КАФ           | Суспендовани од стране КАФ           | Суспендовани од стране КАФ           | Суспендовани од стране КАФ           | Суспендовани од стране КАФ           | Суспендовани од стране КАФ           | Суспендовани од стране КАФ           |
| 2021.                          | Будући догађај                       | Будући догађај                       | Будући догађај                       | Будући догађај                       | Будући догађај                       | Будући догађај                       | Будући догађај                       | Будући догађај                       |
| 2023.                          | Будући догађај                       | Будући догађај                       | Будући догађај                       | Будући догађај                       | Будући догађај                       | Будући догађај                       | Будући догађај                       | Будући догађај                       |
| Укупно                         | −                                    | 0/31                                 | 0                                    | 0                                    | 0                                    | 0                                    | 0                                    | 0                                    |